# Arctesthes euclidiata
Arctesthes euclidiata là một loài bướm đêm trong họ Geometridae.